# Otwór ślepy (język)

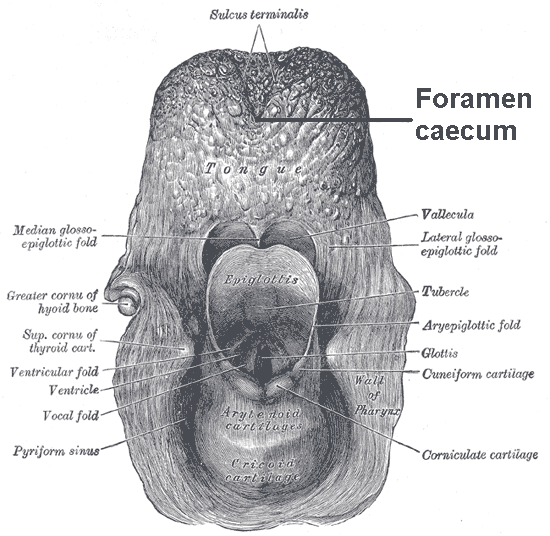
Na grafice przedstawiony, w rzucie od tyłu, trzon języka (Tongue), nagłośnia (Epiglottis), górna część krtani i okoliczne tkanki. Widoczny tylny odcinek bruzdy granicznej (Sulcus terminalis), w kształcie litery V, na szczycie tworzący otwór ślepy (Foramen caecum).

Otwór ślepy (łac. foramen cecum) – w anatomii człowieka zagłębienie położone w linii pośrodkowej ciała na granicy trzonu i nasady języka.
Otwór ślepy leży ku tyłowi, tuż za pośrodkową brodawką okoloną, będąc elementem bruzdy granicznej – dobrze widocznej w życiu zarodkowym, a z wiekiem coraz słabiej zaznaczonej. Późniejszy otwór ślepy jest pierwotnie ujściem przewodu tarczowo-językowego.